# Lista de prêmios e indicações recebidos por Maluma
A seguir, uma lista de prêmios e indicações recebidos pelo cantor e compositor colombiano Maluma.

## Billboard Awards

### Billboard Music Awards
| Ano  | Prêmio                     | Nomeação         | Resultado |
| ---- | -------------------------- | ---------------- | --------- |
| 2016 | "Borró Cassette"           | Top Latin Song   | Indicado  |
| 2017 | Maluma                     | Top Latin Artist | Indicado  |
| 2017 | "Chantaje" (part. Shakira) | Top Latin Song   | Indicado  |
| 2018 | "Felices Los 4"            | Top Latin Song   | Indicado  |

### Billboard Latin Music Awards
| Ano  | Prêmio                   | Nomeação                                | Resultado |
| ---- | ------------------------ | --------------------------------------- | --------- |
| 2018 | Maluma                   | Social Artist of the Year               | Venceu    |
| 2018 | Chantaje (part. Shakira) | Hot Latin Song of the Year, Vocal Event | Indicado  |
| 2018 | Chantaje (part. Shakira) | Digital Song of the Year                | Indicado  |
| 2018 | Chantaje (part. Shakira) | Streaming Song of the Year              | Indicado  |
| 2018 | Chantaje (part. Shakira) | Latin Pop Song of the Year              | Indicado  |
| 2018 | Felices Los4             | Hot Latin Song of the Year              | Indicado  |
| 2018 | Felices Los4             | Airplay Song of the Year                | Indicado  |
| 2018 | Felices Los4             | Digital Song of the Year                | Indicado  |
| 2018 | Felices Los4             | Streaming Song of the Year              | Indicado  |
| 2018 | Felices Los4             | Latin Rhythm Song of the Year           | Indicado  |

## Latin Grammy Awards
A Latin Grammy Award é um reconhecimento da Academia Latino-Americana de Artes e Ciências de Gravação para reconhecer conquistas excepcionais na indústria da música latina.
| Ano  | Prêmio                            | Nomeação                        | Resultado |
| ---- | --------------------------------- | ------------------------------- | --------- |
| 2013 | Maluma                            | Melhor Novo Artista             | Indicado  |
| 2015 | El Tiki                           | Melhor Performance Urbana       | Indicado  |
| 2017 | "Vente Pa' Ca" (com Ricky Martin) | Gravação do Ano                 | Indicado  |
| 2017 | "Chantaje" (com Shakira)          | Gravação do Ano                 | Indicado  |
| 2017 | "Felices los 4"                   | Gravação do Ano                 | Indicado  |
| 2017 | "Felices los 4"                   | Canção do Ano                   | Indicado  |
| 2017 | "Vente Pa' Ca" (com Ricky Martin) | Canção do Ano                   | Indicado  |
| 2017 | "Chantaje" (com Shakira)          | Canção do Ano                   | Indicado  |
| 2017 | "Chantaje" (com Shakira)          | Melhor Fusão Urbana/Performance | Indicado  |

## Latin American Music Award
O Latin American Music Awards (Latin AMAS)é um prêmio anual a ser apresentado pela rede de televisão americana Telemundo. É a contraparte em língua espanhola do American Music Award produzido pela Dick Clark Productions.
| Ano  | Prêmio                       | Nomeação               | Resultado |
| ---- | ---------------------------- | ---------------------- | --------- |
| 2015 | Maluma                       | New Artist of the Year | Indicado  |
| 2016 | El Perdedor pt. Yandel       | Favorite Collaboration | Indicado  |
| 2016 | Borró Cassette               | Favorite Urban Song    | Indicado  |
| 2017 | Maluma                       | Artist of the Year     | Indicado  |
| 2017 | Maluma                       | Favorite Artist Urban  | Indicado  |
| 2017 | Chantaje pt. Shakira         | Song of the Year       | Indicado  |
| 2017 | Chantaje pt. Shakira         | Favorite Collaboration | Indicado  |
| 2017 | Chantaje pt. Shakira         | Favorite Song Pop/Rock | Indicado  |
| 2017 | Vente Pa'Ca ft. Ricky Martin | Favorite Song Pop/Rock | Indicado  |
| 2017 | Felices Los 4                | Favorite Song Urban    | Venceu    |

## MTV Awards

### MTV Europe Music Awards
O MTV Europe Music Awards foi criado em 1994 pela MTV Networks Europe para celebrar os videoclipes mais populares da Europa.
| Ano  | Prêmio | Nomeação                       | Resultado |
| ---- | ------ | ------------------------------ | --------- |
| 2013 | Maluma | Best Latin America Central Act | Indicado  |
| 2016 | Maluma | Best Latin America Central Act | Indicado  |
| 2017 | Maluma | Best Colombian Act             | Indicado  |

### MTV Millennial Awards
MTV Millennial Awards ou VMALA's é a versão latino-americana do Video Music Awards.
| Ano  | Prêmio                                          | Nomeação                            | Resultado |
| ---- | ----------------------------------------------- | ----------------------------------- | --------- |
| 2014 | Maluma                                          | Artist of the Year (Colombia)       | Venceu    |
| 2014 | Maluma                                          | Latin Star ou Instagram             | Indicado  |
| 2014 | Maluma                                          | Millennial + Hot                    | Indicado  |
| 2016 | Maluma                                          | Snapchatter of the Year (Colombia)  | Indicado  |
| 2016 | Maluma                                          | Perfect Match                       | Indicado  |
| 2016 | Maluma                                          | Artist of the Year (Colombia)       | Venceu    |
| 2016 | "Borro Cassette"                                | Hit of the Year                     | Indicado  |
| 2017 | Maluma                                          | Artist of the Year (Colombia)       | Venceu    |
| 2017 | Maluma                                          | Instagrammer of the Year (Colombia) | Indicado  |
| 2017 | "Me Llamas" (Remix) com participação de Piso 21 | Best Party Anthem                   | Indicado  |
| 2017 | "Vente Pa' Ca" part. Ricky Martin               | Best Party Anthem                   | Indicado  |
| 2017 | "Chantaje" part. Shakira                        | Collaboration of the Year           | Indicado  |
| 2017 | "El Perdedor"                                   | Hit of the Year                     | Indicado  |
| 2018 | Maluma                                          | Artist of the Year (Colombia)       | Indicado  |
| 2018 | Maluma                                          | Instagrammer of the Year (Colombia) | Indicado  |
| 2018 | Maluma                                          | Fan of the Year                     | Indicado  |
| 2018 | "Corazón" part. Nego do Borel                   | Hit of the Year                     | Indicado  |
| 2018 | "El Préstamo"                                   | Video of the Year                   | Indicado  |

### MTV Video Music Awards
| Ano  | Prêmio                   | Nomeação   | Resultado |
| ---- | ------------------------ | ---------- | --------- |
| 2018 | "Chantaje" (pt. Shakira) | Best Latin | Pendente  |
| 2018 | "Felices los 4"          | Best Latin | Pendente  |

## Nickelodeon Awards

### Meus Premios Nick
| Ano  | Prêmio                | Nomeação             | Resultado |
| ---- | --------------------- | -------------------- | --------- |
| 2017 | Sim ou Não pt. Anitta | Colaboração Favorita | Indicado  |

### Nickelodeon Kids' Choice Awards
O Nickelodeon Kids' Choice Awards,  também conhecido como KCAs or Kids Choice Awards, é uma premiação anual que vai ao ar no canal de televisão a cabo Nickelodeon, que geralmente é realizado em uma noite de sábado no final de março ou início de abril, honrando o maior atos de televisão, cinema e música, conforme votado pelos telespectadores da Nickelodeon.
| Ano  | Prêmio | Nomeação                        | Resultado |
| ---- | ------ | ------------------------------- | --------- |
| 2015 | Maluma | Favorite Artis Hispanic America | Indicado  |

### Nickelodeon Kids' Choice Awards Colombia
O Nickelodeon Kids' Choice Awards, também conhecido como KCAs ou Kids Choice Awards.
| Ano  | Prêmio         | Nomeação                          | Resultado |
| ---- | -------------- | --------------------------------- | --------- |
| 2014 | Maluma         | Favorite National Artist or Group | Venceu    |
| 2016 | Maluma         | Favorite National Artist or Group | Venceu    |
| 2016 | Maluma         | Best Male Look                    | Indicado  |
| 2016 | Borro Cassette | Favorite Latin Song               | Venceu    |
| 2017 | Maluma         | Favorite National Artist or Group | Venceu    |

## Premios 40 Principales América
Premios 40 Principales América é uma cerimônia de premiação hospedada anualmente pelo canal de rádio espanhol Los 40 Principales.
| Ano  | Prêmio                          | Nomeação                | Resultado |
| ---- | ------------------------------- | ----------------------- | --------- |
| 2014 | Maluma                          | Best Colombian Act      | Venceu    |
| 2016 | Maluma                          | Best Latin Artist       | Indicado  |
| 2016 | Borro Cassette                  | Global Show Awards      | Venceu    |
| 2017 | Maluma                          | Best Latin Artist       | Venceu    |
| 2017 | Felices los 4                   | LOS40 Global Show Award | Indicado  |
| 2017 | Pretty Boy Dirty Boy World Tour | Tour of the Year        | Indicado  |

## E! Latino
E! (anteriormente E!: Entertainment Television) é um televisão a cabo e televisão por satélite americano que pertence à divisão NBCUniversal Cable e a divisão NBCUniversal.
| Ano  | Prêmio | Nomeação     | Resultado |
| ---- | ------ | ------------ | --------- |
| 2014 | Maluma | Celebrity E! | Venceu    |

## Heat Latin Music Awards
O Heat Latin Music Awards é um prêmio criado em 2015 pela cadeia de música HTV, para premiar o melhor da música latina.
| Ano  | Prêmio        | Nomeação           | Resultado |
| ---- | ------------- | ------------------ | --------- |
| 2015 | Maluma        | Best Artist Andino | Indicado  |
| 2016 | Maluma        | Best Male Artist   | Indicado  |
| 2016 | Maluma        | Best Artist Andino | Venceu    |
| 2016 | Borró Casette | Best Video         | Indicado  |
| 2017 | Maluma        | Best Male Artist   | Indicado  |
| 2017 | Maluma        | Best Urban Artist  | Indicado  |
| 2017 | Maluma        | Best Artist Andino | Indicado  |

## Lunas del Auditorio
| Ano  | Prêmio     | Nomeação | Resultado | Ref    |
| ---- | ---------- | -------- | --------- | ------ |
| 2017 | Best Urban | Maluma   | Venceu    | [ 18 ] |

## Premios Juventud
| Ano  | Prêmio                           | Nomeação                     | Resultado |
| ---- | -------------------------------- | ---------------------------- | --------- |
| 2016 | Maluma                           | Voz del Momento              | Indicado  |
| 2016 | Maluma                           | Mi Artista Urbano            | Indicado  |
| 2016 | Maluma                           | Mi Tuitero Favorito          | Indicado  |
| 2016 | "Desde Esa Noche" (part. Thalía) | La Combinación Perfecta      | Indicado  |
| 2016 | Pretty Boy, Dirty Boy            | Lo Toco Todo                 | Indicado  |
| 2016 | "Borro Cassette"                 | La Más Pegajosa              | Indicado  |
| 2016 | Pretty Boy, Dirty Boy World Tour | El Súper Tour                | Indicado  |
| 2016 | Malumaniaticas                   | Mi "Fan Army" Favorito       | Indicado  |
| 2017 | Maluma                           | Mejor Fashionista            | Venceu    |
| 2017 | Maluma                           | Mejor Instagram              | Venceu    |
| 2017 | Chantaje pt. Shakira             | Major Canción para "Chillin" | Indicado  |
| 2017 | Chantaje pt. Shakira             | Combination Preferita        | Indicado  |
| 2017 | Chantaje pt. Shakira             | Major Canción para Bailar    | Indicado  |
| 2017 | Vente Pa' Ca pt. Ricky Martin    | Major Canción para Cantar    | Indicado  |
| 2017 | Me Llamas pt. Piso 21            | Major Canción para Cantar    | Indicado  |

## Premios Lo Nuestro
O Premio Lo Nuestro é uma premiação que homenageia o melhor da música latina, apresentada pela rede de televisão Univision.
| Ano  | Prêmio                                | Nomeação                        | Resultado |
| ---- | ------------------------------------- | ------------------------------- | --------- |
| 2015 | "La Temperatura'"(Part. Eli Palacios) | Urban Collaboration of the Year | Indicado  |
| 2017 | Pretty Boy, Dirty Boy                 | Album of the Year (Urban)       | Venceu    |
| 2017 | "El Perdedor"                         | Song of the Year (Urban)        | Indicado  |
| 2017 | Maluma                                | Artist of the Year (Urban)      | Venceu    |

## Premios Nuestra Tierra
Premio Nuestra Tierra é uma premiação anual que homenageia a criatividade e a movimentação de artistas colombianos desde 2007.
| Ano  | Prêmio                                | Nomeação                                    | Resultado |
| ---- | ------------------------------------- | ------------------------------------------- | --------- |
| 2012 | Maluma                                | Best New Artist of the Year                 | Indicado  |
| 2013 | Maluma                                | Best Artist of the Year                     | Indicado  |
| 2013 | Maluma                                | Best Urban Artist Solo or Group of the Year | Indicado  |
| 2013 | Maluma                                | Best Artist of the Public                   | Indicado  |
| 2013 | MalumaFamily                          | Best Fan Club                               | Indicado  |
| 2013 | @malumacolombia                       | Twitterer of the Year                       | Indicado  |
| 2014 | "La Temperatura" (Feat. Eli Palacios) | Best Urban Interpretation of the Year       | Venceu    |
| 2014 | "La Temperatura" (Feat. Eli Palacios) | Best Song of Public                         | Indicado  |
| 2014 | Maluma                                | Best Urban Artist Solo or Group of the Year | Indicado  |
| 2014 | Maluma                                | Best Artist of the Public                   | Indicado  |
| 2014 | MalumaFamily                          | Best Fan Club                               | Indicado  |
| 2014 | @malumacolombia                       | Twitterer of the Year                       | Indicado  |

## Premios Shock
Shock Awards são realizados na Colômbia.
| Ano  | Prêmio                  | Nomeação                   | Resultado |
| ---- | ----------------------- | -------------------------- | --------- |
| 2011 | "Farandulera"           | Best New Artist or Group   | Indicado  |
| 2012 | "Pasarla bien"          | Best Urban Artist or Group | Indicado  |
| 2013 | Miss Independent        | Best Urban Artist or Group | Indicado  |
| 2013 | Miss Independent        | Best Radio Song            | Venceu    |
| 2014 | Maluma                  | Best Artist or Group       | Venceu    |
| 2014 | Maluma                  | Folk Artist                | Venceu    |
| 2014 | "Addicted"              | Best Urban Artist or Group | Indicado  |
| 2014 | "Addicted"              | Best Radio Song            | Venceu    |
| 2016 | Maluma                  | Best Artist or Group       | Indicado  |
| 2016 | Maluma                  | Best Urban Artist or Group | Indicado  |
| 2016 | Maluma                  | People Artist              | Venceu    |
| 2016 | "Pretty Boy, Dirty Boy" | Best Album                 | Indicado  |
| 2016 | "Borró cassette"        | Best Radio Song            | Indicado  |

## Premios Tu Mundo
O Premios Tu Mundo é um prêmio anual apresentado pela rede de televisão americana Telemundo. A premiação celebra as conquistas de hispânicos e latinos na mídia, incluindo programas de TV, filmes, música, moda e esportes. Os prêmios foram estabelecidos em 2012.
| Ano  | Prêmio                              | Nomeação         | Resultado |
| ---- | ----------------------------------- | ---------------- | --------- |
| 2014 | La Temperatura (Part. Eli Palacios) | Start-Party Song | Indicado  |

## Premios TVyNovelas
O prêmio TVyNovelas awards é o maior prêmio concedido pelo público colombiano aos seus artistas favoritos. A cada ano o mundo do entretenimento está esperando, pois os prêmios TVyNovelas na Colômbia se tornaram os mais esperados pelos artistas e pelo público do país.
| Ano  | Prêmio         | Nomeação                         | Resultado |
| ---- | -------------- | -------------------------------- | --------- |
| 2015 | The Voice Kids | Best or Reality Competition Jury | Venceu    |

## Teen Choice Awards
O Teen Choice Awards é uma premiação anual que homenageia as maiores conquistas do ano em música, cinema, esportes, televisão, moda e muito mais, votada por espectadores entre 13 e 20 anos.
| Ano  | Prêmio                | Nomeação            | Resultado |
| ---- | --------------------- | ------------------- | --------- |
| 2017 | Maluma                | Choice Latin Artist | Indicado  |
| 2017 | Chantaje part Shakira | Choice Latin Song   | Indicado  |

## Outros prêmios
YouTube Botão Play
O prêmio é obtido para as pessoas famosas em canais que ultrapassam 10.000.000 assinantes.
| Ano  | Nomeado/trabalho | Resultado |
| ---- | ---------------- | --------- |
| 2017 | Maluma           | Venceu    |